# 埃亚峡湾
65°51′N 18°08′W / 65.850°N 18.133°W

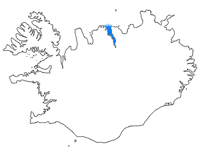
埃亚峡湾在冰岛的位置

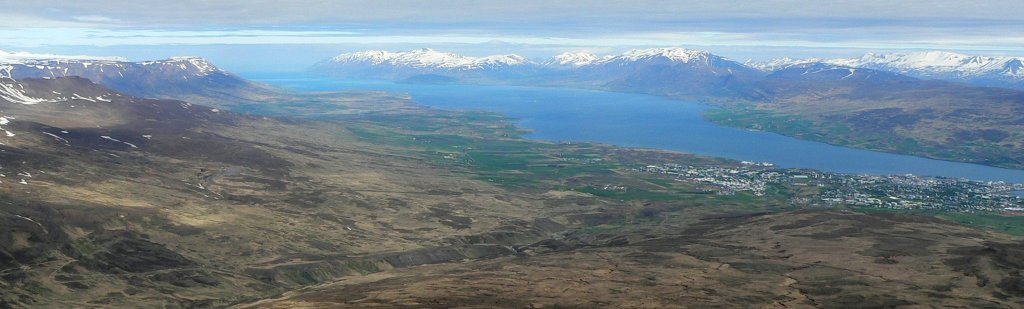
夏季的埃亚峡湾

埃亚峡湾位于冰岛北部，长约60公里，最大宽25公里，平均宽6～10公里。是冰岛最长的峡湾。位于湾底的阿克雷里是冰岛第二大城市。